# Kaszpi fóka
A kaszpi fóka (Pusa caspica) az emlősök (Mammalia) osztályának ragadozók (Carnivora) rendjébe, ezen belül a fókafélék (Phocidae) családjába tartozó faj.

## Előfordulása
A Kaszpi-tenger területén (Oroszország, Azerbajdzsán, Irán, Türkmenisztán és Kazahsztán) honos.

## Megjelenése
A hímek súlya 70 kilogramm, hossza pedig elérheti 1,5 métert. A nőstények kisebb méretűek, testsúlyuk átlagosan 60 kilogramm, hosszuk 1,4 méter. Bundájuk szürke.

## Életmódja
Ragadozó állat. Fő táplálékai kagylók és halak.

## Szaporodása
Az újszülöttek 64-79 centiméteresek és 5 kilogrammosak.